# Family Values Tour '98
Family Values Tour '98 è il secondo album video del gruppo musicale statunitense Korn, pubblicato il 30 marzo 1999 dalla Immortal Records e dalla Epic Records.

## Descrizione
Si tratta della registrazione avvenuta il 18 ottobre 1998 della prima edizione del Family Values Tour, festival ideato dai Korn, al quale parteciparono anche Incubus, Orgy, Limp Bizkit, Ice Cube, Rammstein e C-Minus.

## Tracce
1. Intro - C-Minus – 0:57
2. New Skin - Incubus – 4:26
3. Interlude #1 - C-Minus – 0:54
4. Dissension - Orgy – 3:48
5. Gender - Orgy – 4:31
6. Blue Monday - Orgy – 4:07
7. Interlude #2 - C-Minus – 0:51
8. Cambodia - Limp Bizkit – 4:31
9. Faith - Limp Bizkit – 2:29
10. Jump Around - Limp Bizkit – 2:44
11. Interlude #3 - C-Minus – 0:37
12. Check Yo Self (remix) - Ice Cube – 2:45
13. Natural Born Killaz - Ice Cube – 3:06
14. Straight Outta Compton/Fuck tha Police - Ice Cube – 3:36
15. Interlude #4 - C-Minus – 0:45
16. Du hast - Rammstein – 4:30
17. Interlude #5 - C-Minus – 1:10
18. Shot Liver Medley (Shoots and Ladders/Justin/Predictable/Ball Tongue/Divine/Kill You) - Korn – 7:10
19. Freak on a Leash - Korn – 4:09
20. Twist/Chi - Korn – 5:05
21. Got the Life - Korn – 4:23